# Nielebock
Nielebock este o comună în Saxonia-Anhalt, Germania